# Nationalencyklopedin
La Nationalencyklopedin (NE) és l'enciclopèdia contemporània més completa en suec. La versió impresa original consta de 20 volums amb uns 172.000 articles, la versió per a internet és més àmplia (640.000 en 2008).
L'enciclopèdia va ser una iniciativa del govern suec i és finançada per ell. El projecte va néixer el 1980 en un comitè del govern i llavors es va començar a negociar amb diverses editorials la seva elaboració. Aquesta etapa va acabar a l'agost de 1985 en ser triat Bra Böcker de Höganäs com a editor responsable del projecte.
L'expectació que va crear l'obra no havia tingut precedents al país, abans que es publiqués el primer volum al desembre de 1989, l'enciclopèdia ja havia tingut 54.000 encàrrecs en les llibreries. L'últim volum de la primera edició es va publicar el 1996, publicant-se tres volums addicionals l'any 2000.
A més de l'enciclopèdia, el projecte inclou diverses obres de referència més:
- NE:s Ordbok, un diccionari de tres volums (1995-1996).
- NE:s Årsband, volums complementar-vos sobre esdeveniments actuals o informació canviant que es distribueixen anualment des de 1997.
- NE:s Sverigeatlas, un atles de Suècia (1998).
- NE:s Världsatlas, un atles mundial (1998).
- NE-spelet, un joc de preguntes amb 8.000 qüestions (1999).

El 1997 es va editar per primera vegada en format digital amb un format de 6 CD-ROMs (posteriorment també DVD) i l'any 2000 es va crear la pàgina d'internet mitjançant un servei per subscripció. Aquesta versió online conté el diccionari a més de les versió actualitzada de l'enciclopèdia. El servei s'ha complementat amb molts temes i aplicacions que no apareixen en la versió impresa, per exemple un diccionari suec-anglès.